# 大红袍
大红袍是武夷岩茶的一种，因多种传说而得名。

## 生產環境

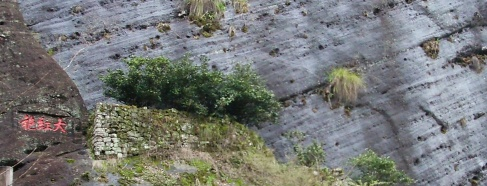
武夷山上的大紅袍母株

“大红袍”名欉茶樹，生长在武夷山九龙窠高岩峭壁上，岩壁上至今仍保留着1927年天心寺和尚所作的“大红袍”石刻。
“大紅袍”母株的生長環境得天獨厚，終年有水從岩頂流下，帶着岩頂所積累的養份，形成恰到好處的灌溉。另外，由於母株所處的岩石位置，日照时间短，能夠擋住中午猛烈的陽光，卻會反射太陽的光線往母株，故此母株的生長環境是其他鄰近岩茶茶樹所缺。由於這種特殊的生長環境和植株，大紅袍母株極為珍貴。武夷山市政府向中國人民保險公司訂立保險，為現有六株大紅袍母株投保一億元人民币的產品責任保險。
“大红袍”母树的数量很少，现存为六棵，都是灌木茶丛，叶质较厚。每年根據雨水、產量等因素作限量採摘。即使在最好的年份，茶叶产量也不过几百克。经过武夷山市茶叶研究所的茶叶栽培专家的多年培育，在1982年就有扦插繁殖成功的大红袍品种推出，1988年据茶叶审评专家鉴定在品质风韵上已达到原母树风味，实现扦插株的批量生产。2006年，武夷山市政府开始对大红袍母树进行“停采留养”。

## 大红袍的来历
關於大紅袍此名的來歷有兩個說法：

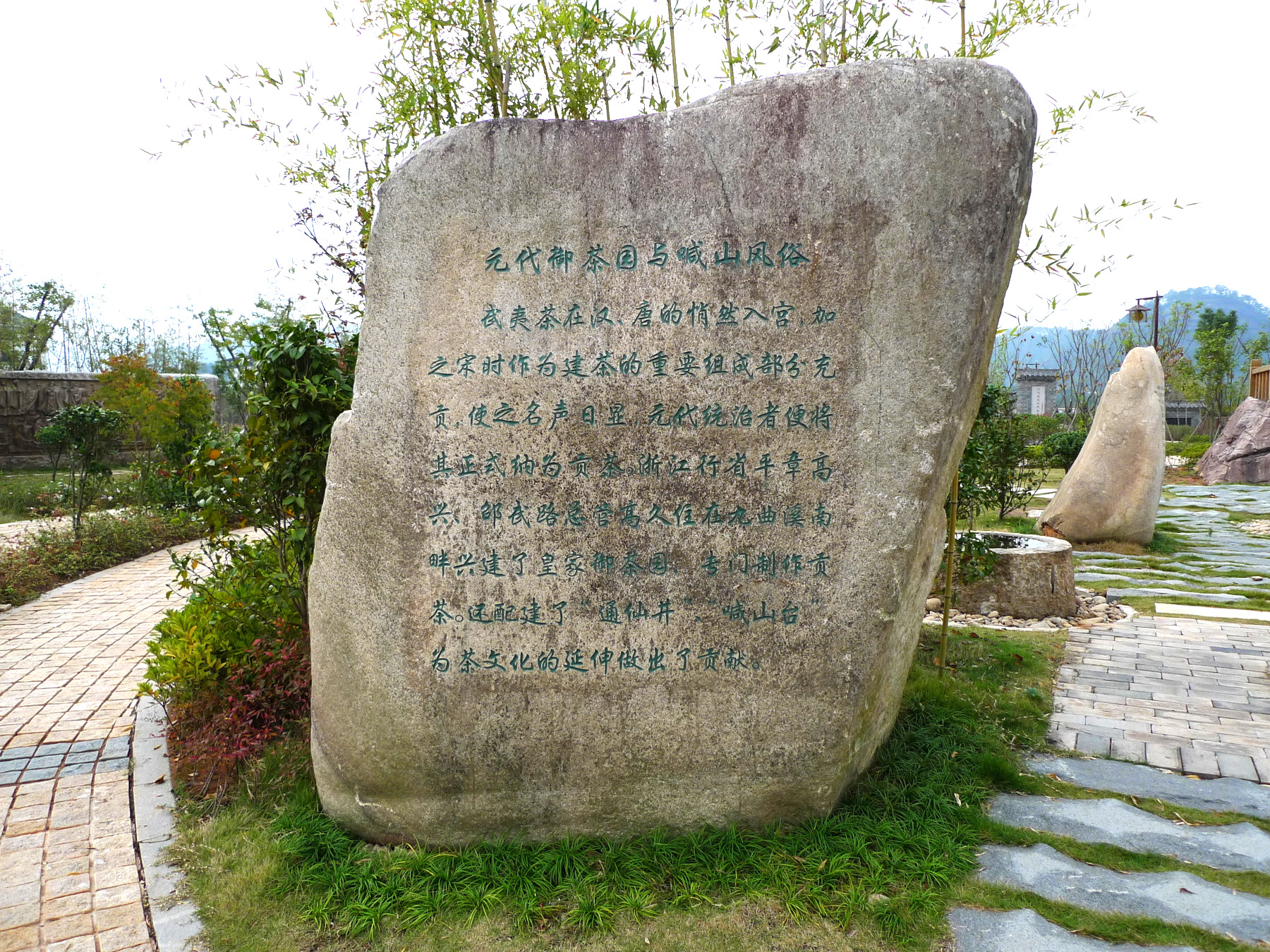
武夷山元代御茶园

1. 大紅袍此名來自該樹清明時節嫩芽紫紅的顏色。由於猴子對紅色的嫩芽比對綠色的葉子感興趣，故能適當的採集大紅袍的葉子。
2. 另外一說則源自民間故事。传说古时，有一穷秀才上京赶考，路过武夷山时，病倒在路上，幸被天心寺老方丈看见，泡了一碗茶给他喝，果然病就好了。秀才臨行辭別時，老方丈贈送一小包茶葉，囑咐秀才好好保存，將來會有用得着的地方。后来秀才金榜题名，中了状元，还被招为驸马。直到一日，皇后得了個腹痛的怪病，秀才想起當日老方丈所贈的茶葉。皇后在服用茶葉所煎成的湯後迅速復元。皇帝大喜，命狀元往武夷山谢恩。在老方丈的陪同下，前呼后拥，到了九龙窠，但见峭壁上长着三株高大的茶树，枝叶繁茂，吐着一簇簇嫩芽，在阳光下闪着紫红色的光泽，煞是可爱。老方丈说，去年你犯鼓胀病，就是用这种茶叶泡茶治好。状元命一樵夫爬上半山腰，将皇上赐的大红袍披在茶树上，以示皇恩。等掀开大红袍时，三株茶树的芽叶在阳光下闪出红光，众人说这是大红袍染红的。后来，人们就把这三株茶树叫做“大红袍”了。

1930年代，崇安縣縣長吳石仙在大紅袍母株所生的石壁上刻了“大红袍”三个大字。从此大红袍就成武夷岩茶中品质最优异者。武夷岩茶产于福建的武夷山。武夷山位于福建崇安东南部，方圆60公里，有36峰、99名岩，岩岩有茶，茶以岩名，岩以茶显，故名岩茶。武夷产茶历史悠久，唐代已栽制茶叶，宋代列为皇家贡品，元代在武夷山九曲溪之四曲畔设立御茶园和通仙井专门采制贡茶，明末清初创制了乌龙茶；武夷山栽种的茶树，品种繁多，有大红袍、铁罗汉、白鸡冠、水金龟等“四大名枞”，此外还有以茶树生长环境命名的，如不见天、金锁匙等；以茶树形状命名的，如醉海棠、醉洞宾、钓金龟、凤尾草、玉麒麟、一枝香等；以茶树叶形命名的，如瓜子金、金钱、竹丝、金柳条、倒叶柳等；以茶树发芽早迟命名的，如迎春柳、不知春等；以成茶香型命名的，如肉桂、石乳香、白麝香等。

## 采制技術
“大红袍”茶的采制技术与其他岩茶相类似，只不过更加精细而已。每年春天，采摘3—4叶开面新梢，经晒青、晾青、做青、炒青、初揉、复炒、复揉、走水焙、簸拣、摊凉、拣剔、复焙、再簸拣、补火而制成。

## 品質特徵
“大红袍”外形条索紧结，色泽绿褐鲜润，冲泡后汤色橙黄明亮，叶片红绿相间，典型的叶片有绿叶红镶边之美感。大红袍品质最突出之处是香气馥郁有兰花香，香高而持久，“岩韵”明显。大红袍很耐冲泡，冲泡七、八次仍有香味。品饮“大红袍”茶，必须按“工夫茶”小壶小杯细品慢饮的程式，才能真正品尝到岩茶之巅的韵味。